# Kraftfeldanalyse

Ein Feld von Kräften

Unter Kraftfeldanalyse (englisch force-field-analysis) versteht man eine einfache Methode zur Analyse der treibenden und rückhaltenden Faktoren in einer Situation. Die Kraftfeldanalyse stellt einen Vorstellungsrahmen für eine (ursprünglich soziale) Situation dar. Sie betrachtet Kräfte, die entweder auf ein Ziel hin treibend (helfende Kräfte) oder blockierend wirken (hindernde Kräfte) und so die Situation als den Gleichgewichtszustand erzeugen. Die Kraftfeldanalyse geht auf den Gestaltpsychologen Kurt Lewin zurück und wird im Bereich der Sozialwissenschaften, Psychologie, OE, Prozess- und Change Management sowie auch in einigen Richtungen der Psychotherapie verwendet.
Eine Kraftfeldanalyse dient in verschiedenen Phasen von Problemlösungsverfahren zur Darstellung der Situation. Wichtig ist die Erkenntnis, dass eine Veränderung der Situation auf zwei Mechanismen beruhen kann:
- Man kann die verändernden Kräfte verstärken
- Man kann die rückhaltenden Kräfte abschwächen

Die Kraftfeldanalyse ist ein einfaches und schnelles Verfahren zur ersten Analyse von Situationen. Damit dient es vorrangig dem Ziel, die Situation mehreren Personen zugänglich zu machen und auf Möglichkeiten aufmerksam zu machen. Aktionsforschungen im Bereich der Inklusion machten deutlich, dass Kraftfeldanalysen begleitet und supervisioniert werden sollten, damit auch Vorurteile und latente Kräfte bewusst gemacht werden können. Die kommentierte Anleitung Kraftfeldanalyse (KFA) und Operative Gruppen integriert diese Qualitätskriterien.